# 패티 허스트
퍼트리샤 캠벨 허스트(Patricia Campbell Hearest, 1954년 2월 20일 ~)는 결혼 이후 이름은 퍼트리샤 허스트 쇼(Patricia Hearest Shaw)이며, 통칭으로 패티 허스트(Patty Hearst)로 불린다. 미국 출생의 미국 신문 재벌 상속녀, 사교계의 명사, 배우, 납치 피해자 그리고 석방된 은행 강도이다.
그녀는 언론계의 큰 손 윌리엄 랜돌프 허스트의 손녀 그리고 백만장자 조지 허스트(George Hearst)의 증손녀로써 1974년 SLA에 납치된 이후 기괴하게도 그들의 동료가 되었다. 그러고 나서 다른 SLA 멤버들과 함께 은행강도를 한 것으로 유명해졌다. 그녀는 재판에서 유죄 판결(은행강도죄)를 받아 35년 금고형을 선고 받았으나, 나중에 7년형으로 감형받았고 단지 22개월간 수형생활하고서는 지미 카터 대통령에 의해 가석방되었다. 그리고 나중에 빌 클린턴 대통령에 의해 2001년 1월 사면받았다.

## 경력
- 1954년 ' 샌프란 시스코 ・ 에구자미나  '사장의 막내로 태어났다.
- 1974년 2월 4일 오후 9시 20분 버클리 2학년이었던 패트리샤는 연인과 고급 아파트에 함께 있던 곳을 소총과 샷건으로 무장한 2인조의 좌익 과격파 공생 해방군의 습격을 받아 그녀만을 납치한다. 당시 19 세.
- 1974년 2월 7일 신바이오니즈 해방군 (SLA)을 자칭하는 범인 그룹이 지역 방송국을 통해 몸값 요구를 하는 범행 성명이 도착했다.
- 1974년 4월 15일 SLA의 범인 일당은 샌프란시스코 북부 하이바니아 은행 일몰 지점을 습격. 이때 은행 CCTV에 납치되었던 패트리샤 본인이 범인 일당과 함께 소총을 가지고 함께 강도 행각을 벌이는 영상이 언론을 통해 공개됨에 따라 미국은 어수선해진다.
- 1974년 5월 17일 FBI가 수사 끝에 SLA의 범인 일당의 아지트를 찾아내 급습. 범인 6명 사살. 패트리샤는 이 어려움을 회피 (동료와 외출하고 있었기 때문에) 도망.
- 1974년 6월 7일 패트리샤는 체 게바라의 동지와 같은 이름의 타니아라는 가짜이름을 사용 로스 앤젤레스 방송국을 통해 조직의 동지가 된 것을 선언하고 카세트 테이프와 사진을 제공했다. 이 테이프의 내용은 "죽음을 두려워하지 않고 끝까지 싸우겠다."는 성명 외에 부모에 대해 "파시스트 돼지"라고 욕을 하고 약혼자에 대해서도 심한 욕을 해, 그 너무 충격적인 선언에 미국은 더욱 어수선해졌다. 또한 이 테이프가 공개된 직후 약혼자는 패트리샤와의 약혼을 파기했다.
- 1975년 9월 18일 미국을 전전하다 이날 샌프란시스코에서 FBI가 패트리샤를 체포. 또한 체포 도중 권총을 들이댄 공포에서 요실금 했다가 그대로 데리고 가려고 하는 경찰에 요실금을 자백, 남자 경찰관 앞에서 갈아입었다. (이 일련의 사건의 전말은 후년 제작된 전기 영화에서 자세하게 묘사되었지만, 요실금 장면 자체는 본인의 강한 요청에 의해 대사만을 연출되고있다.).
- 1976년 2월 재판이 시작되자 패트리샤는 태도를 표변시켜 무죄를 주장했다. 변호사는 요실금을 증거로 채택해 "처음부터 진심이 아니라 살해 당하지 않기 위해 가짜로 가입한 것에 불과했다"고 주장. 변호인단은 그녀는 세뇌 된 것이지 책임은 공생 해방군에 있다고했는데, 배심원은 사건의 사회적 영향을 존중하고 죄로 징역 35년 판결을 내렸다. 그러나 거물의 유명 인사 (후에 대통령이 될 캘리포니아 주지사 로널드 레이건과 서부 배우 존 웨인 등)들이 석방 탄원서를 제출하고 징역 7년으로 줄였다. 그리고 지미 카터 대통령의 특별 사면과 보석금 150만 달러를 지불하고 1977년 1월 19일에 가석방되었다. 자유의 몸이 된후 적극적으로 사교의 장소로 등장, 이동 인터뷰도 받았다. 25세가 된후 샌프란시스코의 경찰관과 결혼한 후 두 아이를 낳았다. 1990년에서 존 워터스 감독의 영화에 출연 조연을 맡고 있다.

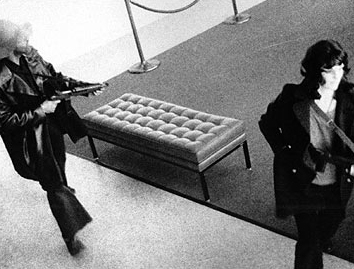
CCTV에 찍힌 패티 허스트

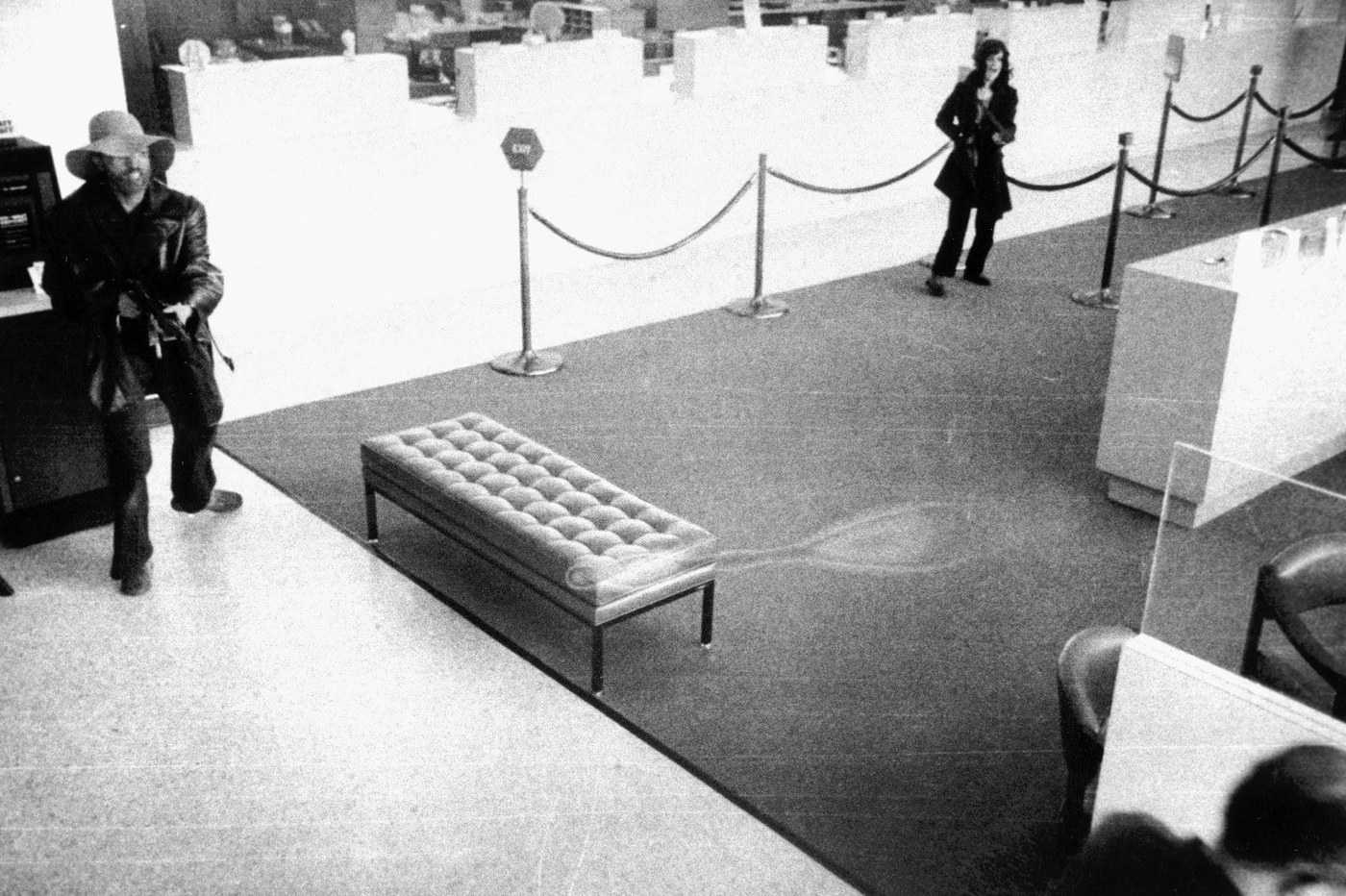
패티 허스트가 은행 고객들을 향해 소리치고 있다

## 같이 보기
- 스톡홀름 증후군